# Ievguenia Marintchenko
 (mars 2024).
Ievguenia Marintchenko (en ukrainien : Євгенія Олександрівна Маринченко) est une architecte ukrainienne née le 18 décembre 1916 à Saint-Pétersbourg et morte le 15 juin 1999 à Kiev. Elle est lauréate du prix Chevtchenko en 1971 pour avoir dessiné les plans du Palais « Ukraine ».

## Jeunesse et éducation
Marintchenko naît en 1916 à Saint-Pétersbourg dans une famille d'architectes. Son grand-père maternel Evheniï Tolstoï est un architecte et ingénieur ayant travaillé sur le Palais Mariinsky.
Ses parents sont diplômés de l'École d'Art de Kiev. Son père, Oleksandr, poursuivit ses études à l'Académie nationale des Beaux-arts et d'Architecture, devenant un architecte réputé, enseignant et auteur de livres sur l'architecture kiévienne. Il obtient également le grade de candidat ès sciences.

« J'ai reçu une éducation architecturale dans ma famille, qui est aussi nécessaire qu'une éducation artistique ou musciale, puisque notre vie est constamment entouré par l'architecture, que nous devons apprendre à voir. Déjà à un jeune âge, h'ai appris à comprendre l'architecture en tant que grand art, à sentir la beauté des proportions, des formes et des volumes. Avec l'amour de la nature, l'amour pour l'art de l'architecture vit dans mon âme. »

— Evheniya Maryntchenko, Archive d'E. O. Marynchenko, volume 1 // Réserve nationale Sophie de Kiev
À l'école, elle préfère les cours de dessin, et  est illustratrice dans le comité éditorial du journal de l'école. Chez elle, elle peint souvent à l'aquarelle. Elle est particulièrement attirée par la peinture sur le motif.
En 1931, elle finit le secondaire et entre à la faculté d'architecture d'une école technique de construction.

## Carrière
À partir de 1934, elle travaille dans le bâtiment, démontrant de grandes capacités en tant que cheffe responsable.
De 1935 à 1941, elle étudie à l'Université nationale de construction et d'architecture de Kiev sous la direction des architectes réputés Oleksandr Verbystkiï et Petro Iourtchenko. Elle présentera notamment sa thèse Palais de Culture de l'Usine d'Arsenal de Kiev.
À partir de 1943, elle travaille à la restauration et la reconstruction de bâtiments détruits par la guerre, parmi lesquels des bâtiments universitaires, le Palais Mariinsky, l'ancienne banque de Khrechtchatyk, l'Institut polytechnique de Kiev.
À partir de 1945, elle travaille au sein du projet Diprocivilprombud.

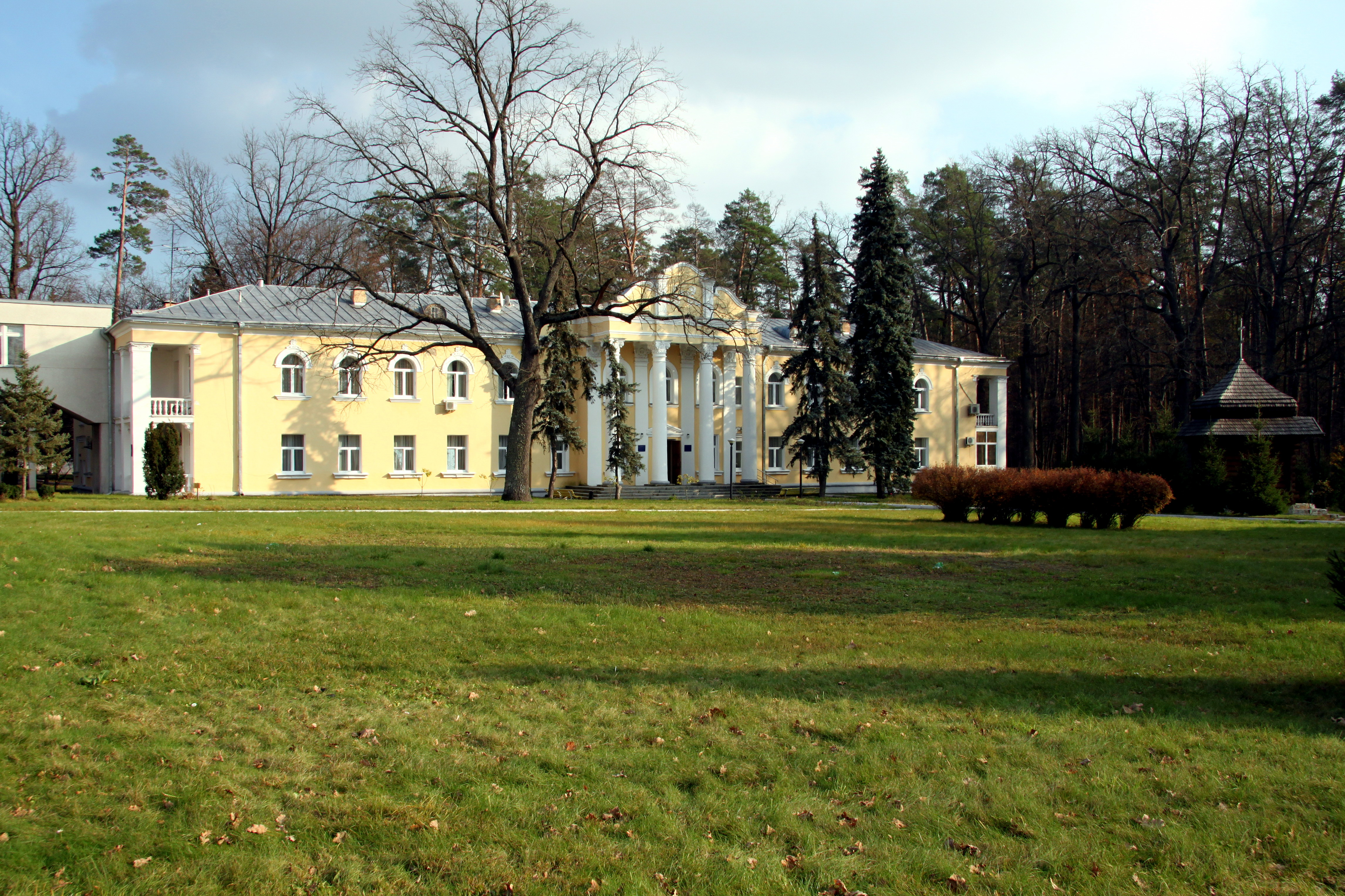
Bâtiment de traitement des eaux du sanatorium (1948-1949)

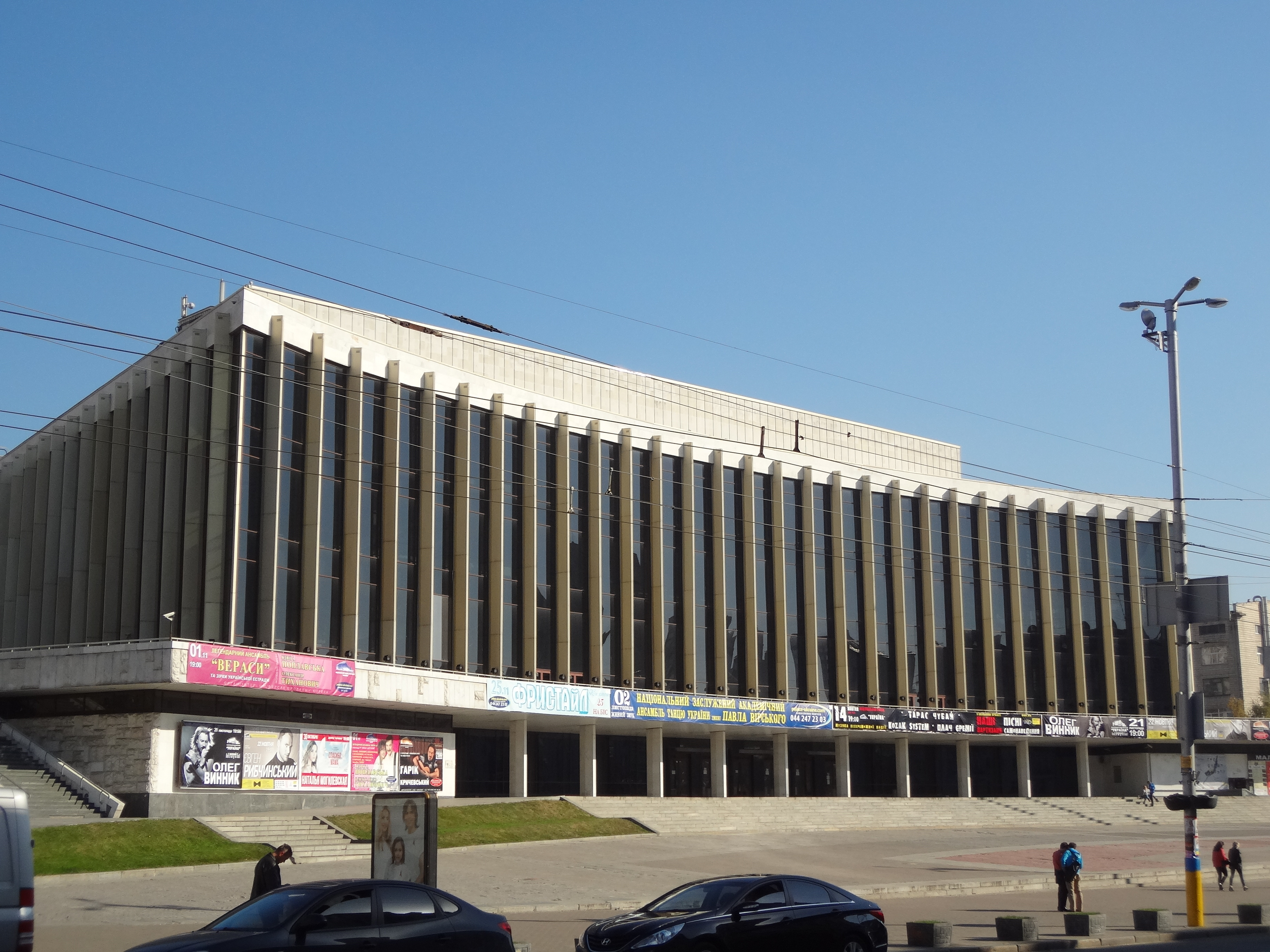
Palais « Ukraine »

La première réalisation notable de Marintchenko est le complexe de traitement de l'eau du sanatorium de Pouchtcha-Vodytsia, à l'époque situé au-delà des limites de Kiev. Le plan général du complexe médical est développé en 1946. Des ajouts furent effectués tout au long des vingts années suivantes.
Pour avoir participé à la construction du sanatorium commémorant trente ans d'Ukraine soviétique, elle reçut un prix et un certificat honoraire à la compétition républicaine des meilleurs oeuvres de génie civil de 1949.
Le coeur originel du sanatorium, qui fut renommé Pouchtcha-Ozerna dans les années 1990, est un monument architectural reconnu dela première décennie de l'entre-deux-guerres.
En parallèle de ses travaux au sanatorium, elle initie plus de soixante-dix projets de construction servant différents objectifs, dont plus de trente furent réalisés, parmi lesquels :
- Des maisons kiévennes sur les rues Nagirinia, Zolotoustivska, Bastionnia et Mikhaylo Boïtchouk, et sur l'avenue Povitroflotskiï
- Des nouveaux quartiers à Odessa, Kherson et Kharkiv
- La résidence Novobilytchi à Kiev
- Le village des travailleurs du canal sud-ukrainien près du village Novokyïvka

Dès le début des années 1960, elle travaille avec une équipe sur son projet le plus remarquable, la construction du Palais « Ukraine ».
En 1971, Marintchenko reçoit avec son équipe le Prix national Taras-Chevtchenko et le titre d'Architecte honoré de la république socialiste soviétique d'Ukraine pour la construction du palais. Dans les années 1990, le bâtiment reçoit le statut de monument architectural.
En 1973 (de février à mars), elle est envoyée en Irak avec un groupe de spécialistes, où elle fait des croquis pour la construction d'un palais de la culture à Bagdad.
En 1975, la première édition de l'ouvrage Palais de la Culture « Ukraine » de Kiev est publié en ukrainien, en anglais et en russe, sous sa direction. La seconde édition est publiée en 1979.
De 1980 à sa mort, elle vit au 10 rue Mala Jitomirska. Vers la fin de sa vie, elle collabore activement avec la société ukrainienne pour la protection des monuments historiques et culturelles. Elle meurt le 15 juin 1999.

## Sources
- Encyclopédie soviétique ukrainienne : en 12 volumes / ch. éd. M. P. Bajan ; éditeur : O. K. Antonov et autres. — 2e édition. — K. : Rédaction principale de l'USE, 1974-1985.
- Ievguenia Marintchenko sur le site officiel du Comité national du prix Taras Shevchenko d'Ukraine
- Shakula S. L'architecte Ievguenia Oleksandrivna Marintchenko (1916-1999) et la cathédrale Mykhailivskyi https://www.myslenedrevo.com.ua/
- Uns infatigable serviteur de l’architecture. Au 100e anniversaire de la naissance de E. Marintchenko (1916-1999) Copie archivée 2016, premier semestre : calendrier des jours notables. N° 1 (7) / Bibliothèque parlementaire nationale d'Ukraine. — K., 2016. — p. 69-72.